# Jan van Eyk (Helmond)

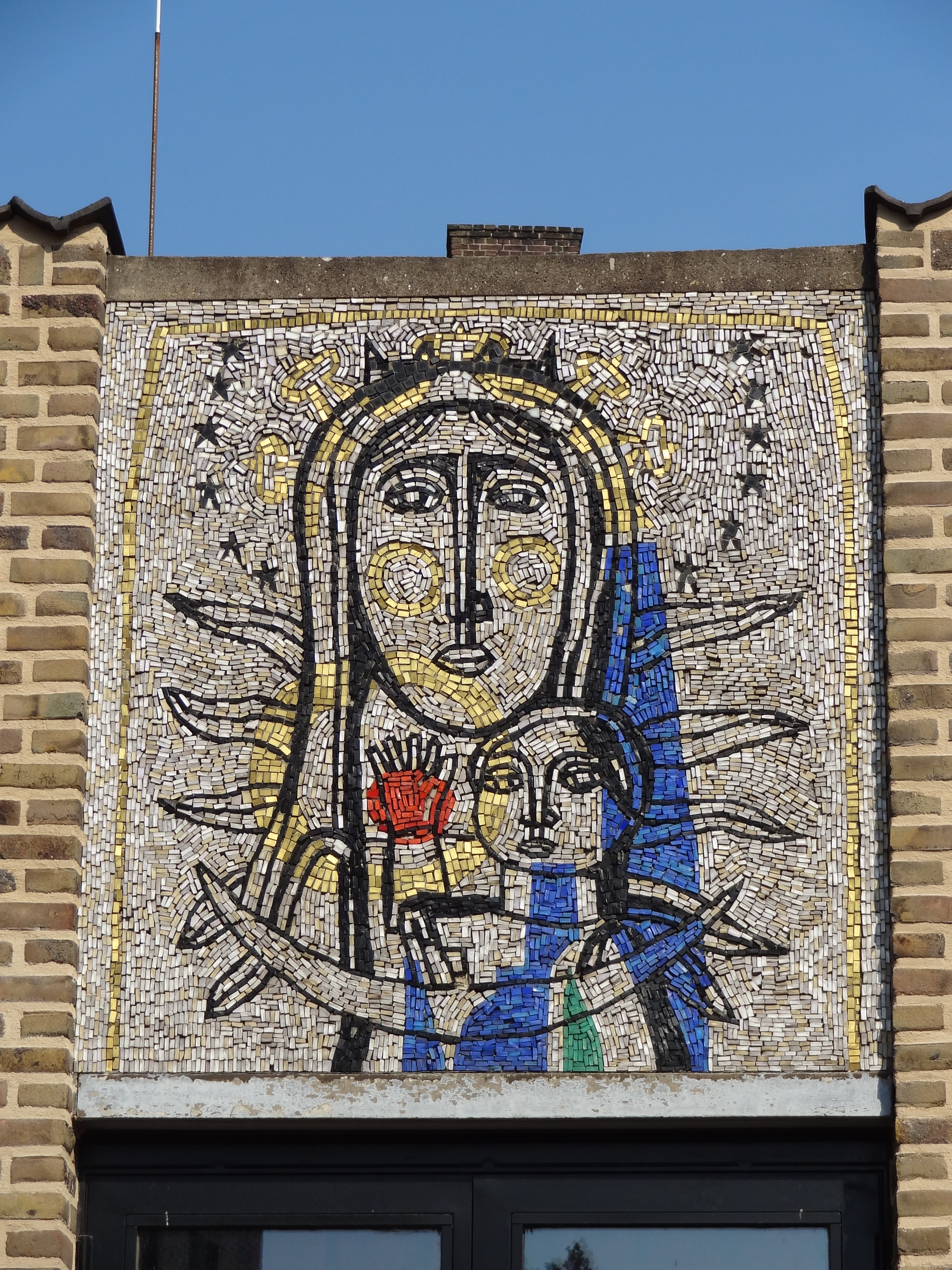
Mozaïek 'Moeder Gods' Titus Brandsmakapel Nijmegen

Jan van Eyk (Helmond, 18 april 1927 – 's-Hertogenbosch, 24 januari 1988) was een Nederlands kunstenaar. Zijn werk bestaat uit mozaïeken, wandschilderingen, altaarschilderingen en vrij schilderwerk.

## Levensloop
Van Eyk studeerde tekenen aan de kunstacademie 's-Hertogenbosch en leerde zichzelf schilderen. Vanaf 1948 werkte hij in een atelier. Oorspronkelijk stond hij onder invloed van het Vlaamse expressionisme, zoals dat bijvoorbeeld door Edgard Tytgat en Constant Permeke vertegenwoordigd wordt. Later kregen zijn werken een meer figuratief karakter.
In 1954 verhuisde hij van Helmond naar Gerwen. Hij woonde daar in een houten vakantiehuisje, dat hij uitbreidde met een zelfgebouwd atelier. In 1955 trouwde hij met Miny van Beek. In 1963 verhuisde het gezin naar Helmond, waar het derde kind geboren werd. In 1967 verhuisde het gezin naar Heeswijk. In 1988 overleed de schilder.
Enkele werken zijn de series 'Composities', 'Stad', 'Grafleggingen', 'Het gezin' (1965), 'Verzoekingen' en 'Figuren in Landschap'. Het thema van de laatstgenoemde serie is de mens die zoekt terwijl het antwoord, de natuurlijke omgeving, zo nabij is. Het Noordbrabants Museum heeft een paar werken in de vaste collectie.